# Жайро де Маседо да Сілва
Жайро де Маседо да Сілва (порт. Jairo de Macedo da Silva, нар. 6 травня 1992, Ріо-де-Жанейро) — бразильський футболіст, нападник кіпрського клубу «Пафос».

## Ігрова кар'єра
Народився 6 травня 1992 року в місті Ріо-де-Жанейро. Вихованець футбольної школи клубу «Ботафогу».
У дорослому футболі дебютував 2010 року виступами за команду клубу «Мадурейра», з якого здавався в оренду в інші бразильські клуби «Інтернасьйонал» та «Ботафогу».
8 явнаря 2014 року був відданий на рік в оренду словацькому «Тренчину» з подальшим викупом. На початку 2015 року підписав 3-річний контракт з «Тренчином». Того ж року з командою виграв золотий дубль — чемпіонат і Кубок Словенії.
8 серпня 2015 року був проданий грецькому клубу «ПАОК» за 400 тис. євро. Проте у новій команді основним гравцем не став і 31 серпня 2016 року був відданий в оренду грецькому клубу «ПАС Яніна», а через рік, 8 серпня 2017 року, також на правах оренди перейшов в молдавський «Шериф». Станом на 8 квітня 2018 року відіграв за тираспольський клуб 13 матчів в національному чемпіонаті.

## Титули і досягнення
- Чемпіон Словаччини (1):

«Тренчин»: 2014–15
- Володар Кубка Словаччини (1):

«Тренчин»: 2014–15
- Чемпіон Молдови (1):

«Шериф»: 2017
- Володар Кубка Кіпру (1):

«Пафос»: 2023–24
- Чемпіон Кіпру (1):

«Пафос»: 2024–25
- Володар Суперкубка Малайзії (1):

«Джохор Дарул Тазім»: 2025
- Найкращий бомбардир Чемпіонату Кіпру (1):

«Пафос»: 2022–23 (разом із Іоаннісом Піттасом)